# SARA-huset

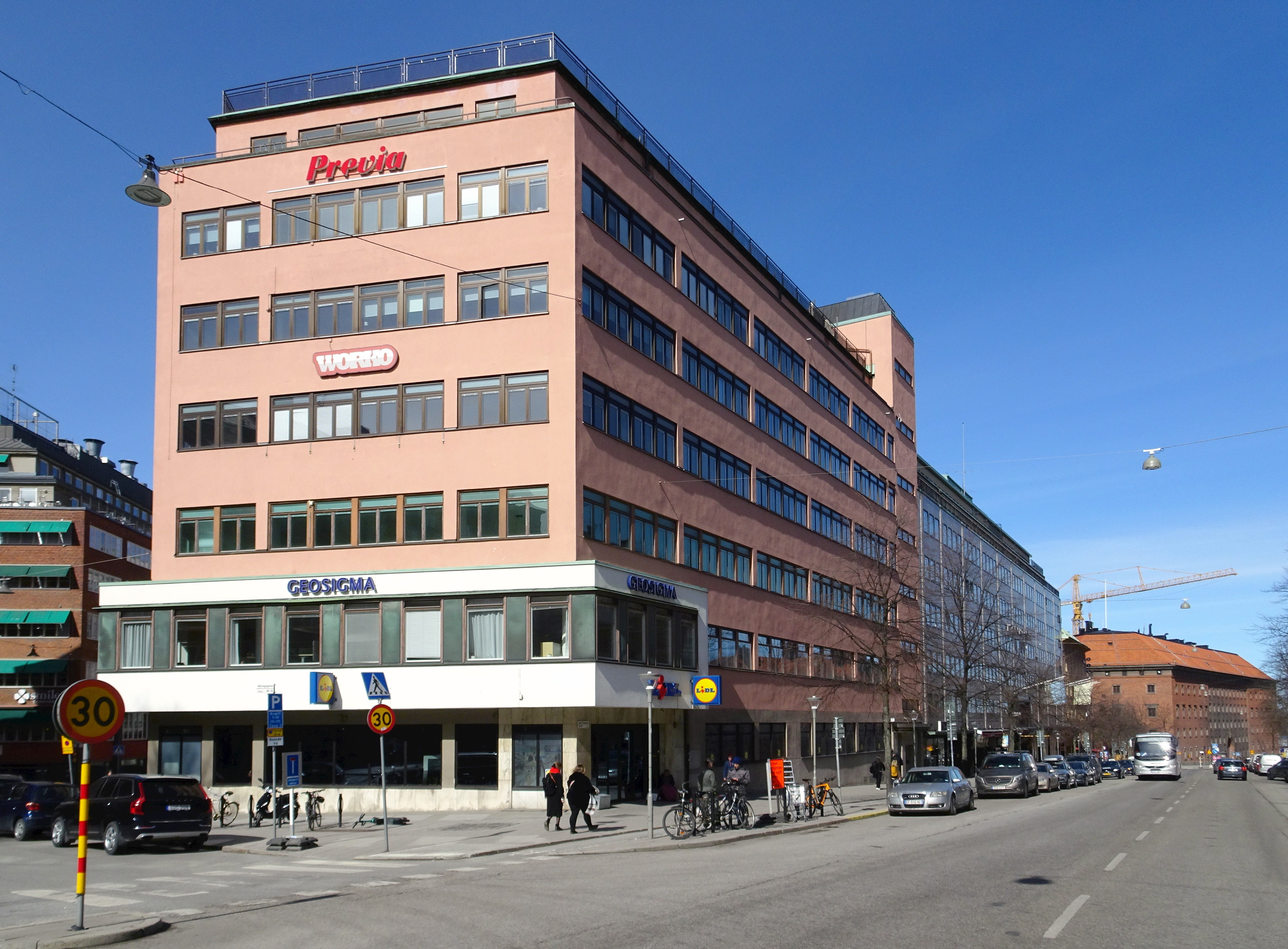
Härden 14, före detta SARA-huset, sett från söder längs med Sankt Eriksgatan, april 2022.

SARA-huset (Härden 14) är en kulturhistoriskt värdefull kontorsfastighet i kvarteret Härden vid Sankt Eriksgatan 113 / Hälsingegatan 26 i Vasastaden i Stockholm. Byggnaden uppfördes för SARA-bolaget i början av 1930-talet och är grönmärkt av Stadsmuseet i Stockholm, vilket innebär att bebyggelsen bedöms vara "särskilt värdefull från historisk, kulturhistorisk, miljömässig eller konstnärlig synpunkt".

## Historik

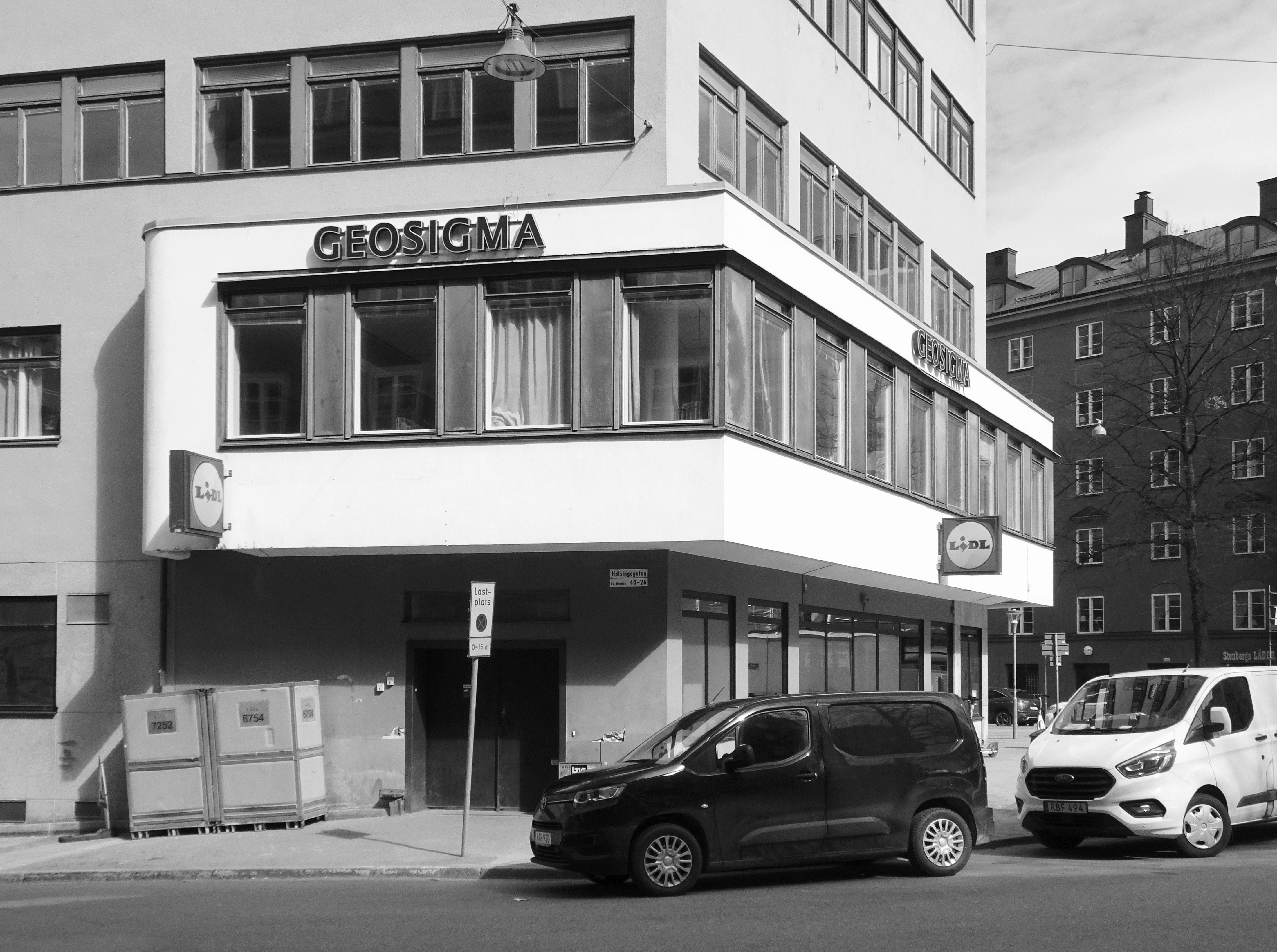
Före detta "Röda Berget".

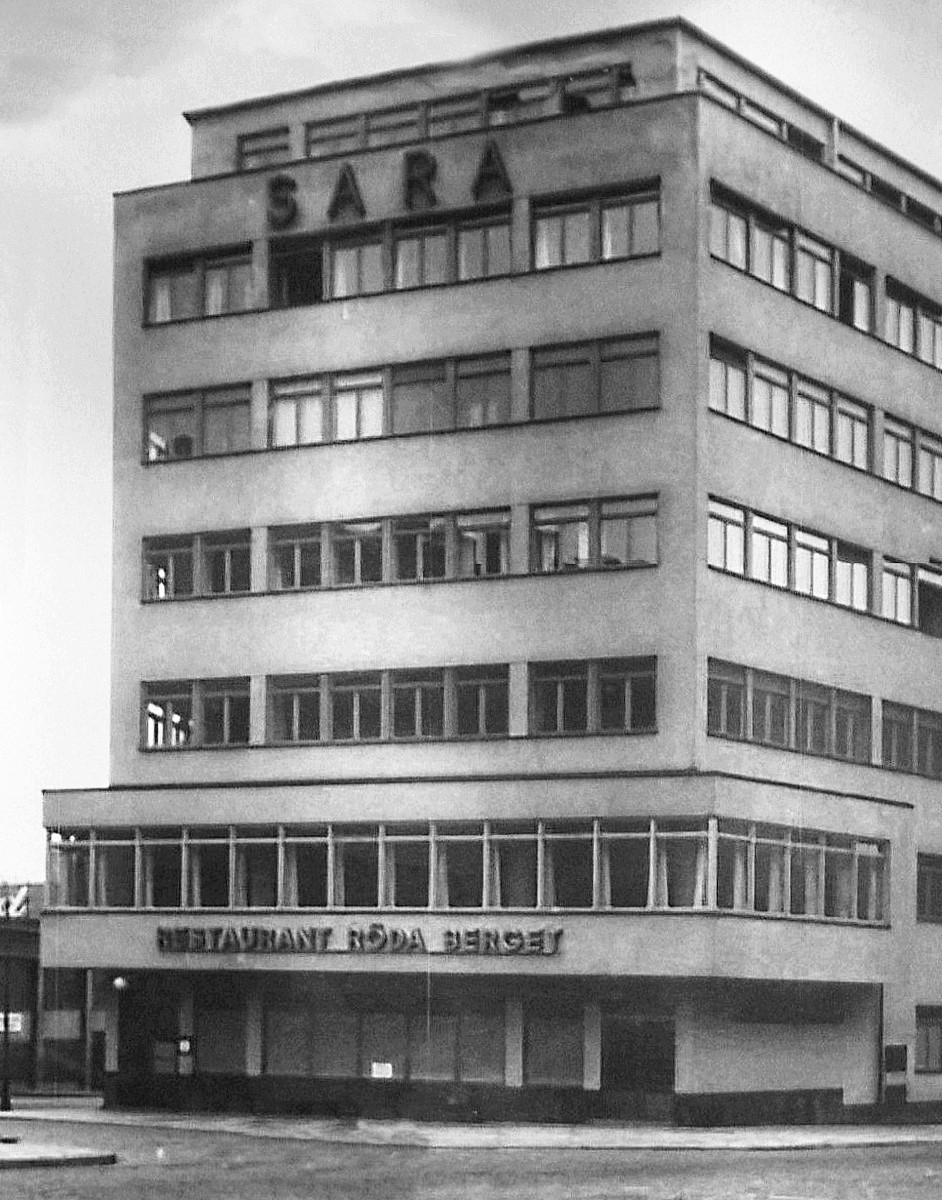
SARA-huset på 1930-talet.

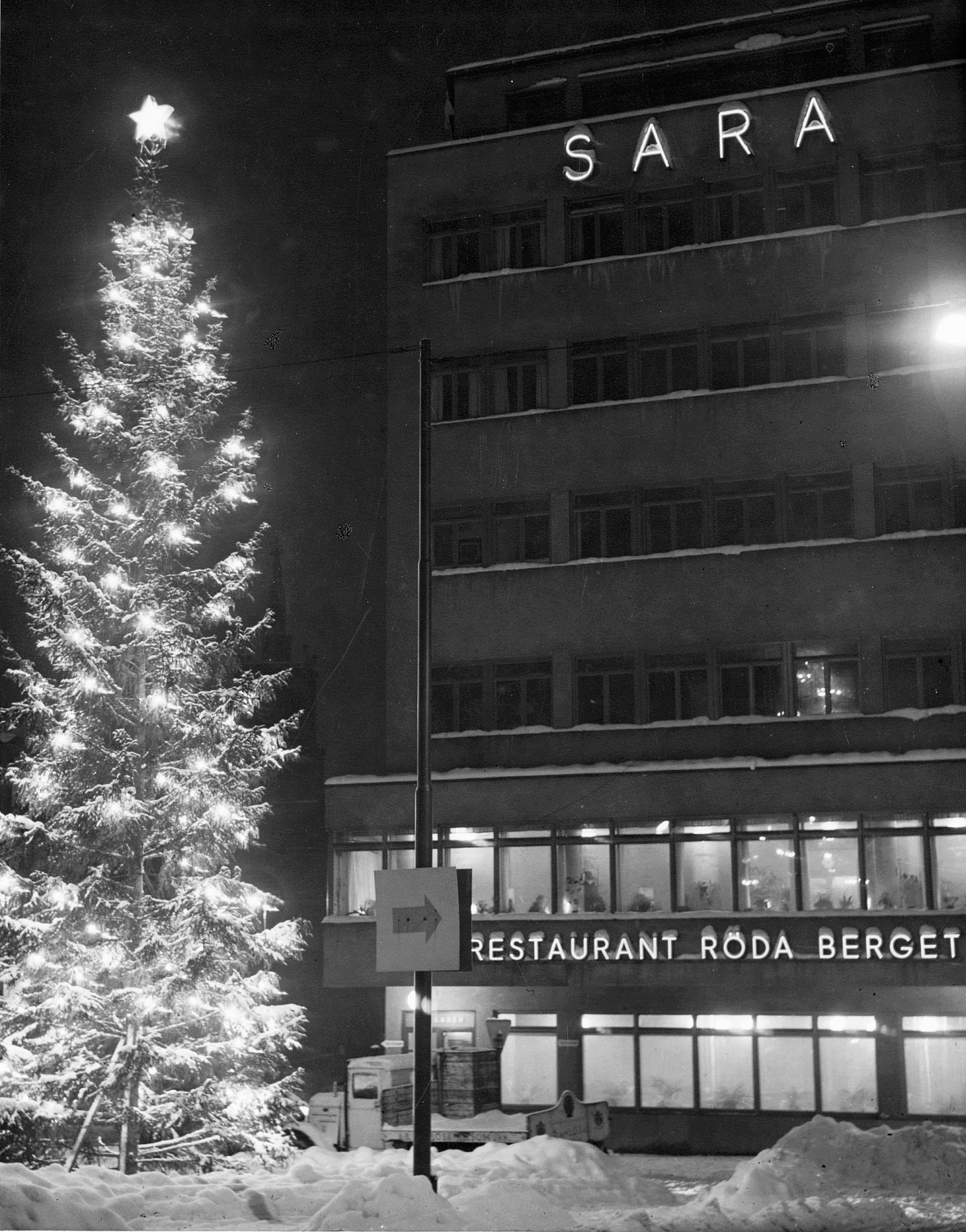
SARA-huset på 1940-talet.

Byggnaden på Härden 14 uppfördes 1934 på uppdrag av Sveriges Allmänna Restaurangaktiebolag (SARA). Bolaget anlitade arkitekt Ture Ryberg att gestalta byggnaden som upptog hela södra delen av kvarteret Härden. För konstruktionerna stod Kreügers Konsulterande Ingenjörsfirma och byggarbetena utfördes av Skånska Cementgjuteriet under ledning av ingenjör Hans Georgii. Byggnaden fick, på grund av kvarterets form, en triangulär grundplan med den trubbiga spetsen åt söder.
Arkitekt Ryberg ritade en byggnad i stram funktionalism med putsade fasader, sex våningar och en indragen takvåning samt tre våningar under mark. Härden 14 blev SARA-bolagets huvudkontor och inhyste utöver kontorslokaler även centrallager, ett kafferosteri, centralkök, bageri, konditori, tvätt- och syavdelning och en snickeriverkstad som tog fram möblemanget till SARA-restaurangerna över hela landet. 
På bottenvåningen och våning 1 trappa låg restaurangen Röda Berget uppkallad efter närbelägna området Röda bergen. Stället hade bra skyltläge mot Sankt Eriksgatan och Hälsingegatan. Restaurangens matsal på övervåningen markerades utåt genom en framskjutande byggnadsdel liknande en kommandobrygga och i avvikande fasadfärg. I början av 1950-talet genomfördes en större ombyggnad där bland annat ytterligare en takvåning tillkom efter ritningar av arkitekt Bengt Törnfors.

### Tiden efter SARA
Under 1970-talet moderniserades alla kontorsutrymmen i byggnaden för att uppfylla marknadens krav, arkitekt Stig Hermansson. I december 2012 förvärvade Atrium Ljungberg fastigheten Härden 14 för 227 miljoner kronor från dåvarande fastighetsägaren GE Capital Real Estate.

## Kulturhistorisk bedömning
Byggnaden inom Härden 14 är av stort kulturhistoriskt värde enligt en inventering utförd av Stadsmuseet. Flera ändringar har skett av fasader och interiör. Byggnadens exteriör har dock bevarats i huvudsak enligt ursprunglig utformning med funktionalistisk stramhet och den har en mycket viktig plats i stadsbilden.